# Jürgen Franke (Handballspieler)
Jürgen „Eddy“ Franke (* 7. Juni 1953 in Minden) ist ein ehemaliger deutscher Handballspieler und -trainer. Der 1,91 m große Kreisläufer spielte für den TSV Grün-Weiß Dankersen und den TBV Lemgo in der Handball-Bundesliga.

## Karriere
Franke begann beim TuS Eintracht Minden mit dem Handballspielen und wechselte 1975 aus der Oberliga zum Landesligisten TuS Minderheide, den er bereits im Dezember wieder verließ und sich der Bundesliga-Reserve vom TSV Grün-Weiß Dankersen anschloss, die in der Verbandsliga spielte. Unter Trainer Horst Bredemeier gelang 1977 der Aufstieg in die Oberliga. Als Bredemeier im April 1979 den die Aufgabe des Trainers vom entlassenen Vinko Dekaris in der Bundesliga-Mannschaft übernahm, verhalf er Franke ebenfalls zu diesem Sprung. Am 12. Mai 1979 debütierte er im Auswärtsspiel beim TSV Jahn Gensungen in der Bundesliga und war wenig später mit vier Toren im Halbfinale gegen den TuSpo Nürnberg sowie drei Toren im Finale gegen den THW Kiel maßgeblich am DHB-Pokalsieg beteiligt. Zusätzlich gelang ihm mit der zweiten Mannschaft der Aufstieg in die Regionalliga. Nach einem Sieg über den VfL Gummersbach im Februar 1980 sagte Bundestrainer Vlado Stenzel über Franke:

„Ich bereue es nicht, heute Abend in Minden gewesen zu sein. Ich habe nicht nur meine Nationalspieler gesehen [...], sondern auch einen Mann, den man eigentlich vor acht Jahren hätte entdecken müssen – Jürgen Franke! [...]“

Nachdem er mit Dankersen 1981 in die 2. Bundesliga abstieg, konnte er in der darauffolgenden Saison den direkten Wiederaufstieg feiern und durch seinen Wechsel zum TBV Lemgo diesen Erfolg ein Jahr später wiederholen. Mit Lemgo konnte er sechs Jahre in Folge erfolgreich einen Abstieg verhindern und wollte 1989 ursprünglich seine Karriere beenden. Der Landesligist SuS Veltheim aus Frankes Wohnort Porta Westfalica überredete ihn jedoch zu einem viermonatigen Comeback. Als dann der TSV GWD Minden zum Ende der Saison 1989/90 in akute Abstiegsgefahr in der 2. Bundesliga geriet, half er auch hier bis zum Saisonende aus und konnte den Klassenerhalt sichern. Zu Beginn der neuen Saison bekam der TBV Lemgo auf Grund einiger Verletzungen Aufstellungssorgen und Franke half erneut aus. Im November 1991 schloss er sich dann dem Regionalligisten TuS Spenge an und blieb bis zum Sommer 1994. Ein halbes Jahr später wurde er erneut reaktiviert. Dieses Mal vom niedersächsischen Verbandsligisten TSV Eintracht Exten, mit dem er 1996 den Aufstieg in die Oberliga feiern konnte. Franke übernahm zur neuen Saison das Amt des Spielertrainers, trat jedoch im Dezember zurück.
2001 wurde er Co-Trainer beim TBV Lemgo und übte diese Funktion zwölf Jahre lang aus. Am Ende der Saison 2001/02 war er nach der Entlassung von Zbigniew Tłuczyński sogar kurzzeitig Chef-Trainer. In seiner Zeit als Co-Trainer konnte er einen Deutschen Meistertitel, zwei DHB-Pokal-Siege und zwei Europapokalsiege mit dem Verein feiern.

## Erfolge
- Deutscher Meister (1): 2003 CoT
- DHB-Pokal-Sieger (2): 1979, 2002 CoT
- EHF-Pokal-Sieger (2): 2006 CoT, 2010 CoT
- DHB-Supercup-Sieger (2): 2002 CoT, 2003 CoT
- Aufstieg in die Bundesliga (2): 1982, 1983
- Aufstieg in die Regionalliga (1): 1979
- Aufstieg in die Oberliga (2): 1977, 1996